# Liotironina sódica
La es el isómero L de la triyodotironina (T3), un tipo de hormona tiroidea usada para tratar el hipotiroidismo y el coma mixedematoso. Se comercializa bajo la marca Cytomel (o Tertroxin en Australia).

## Farmacología
La liotironina es la forma más potente de hormona tiroidea. Como tal, actúa sobre el cuerpo para aumentar la tasa metabólica basal, afecta la síntesis proteica y aumenta la sensibilidad del cuerpo a las catecolaminas (como la adrenalina) por permisividad. Las hormonas tiroideas son esenciales para el desarrollo y diferenciación adecuada de todas las células del cuerpo humano. Estas hormonas también regulan las proteínas, las grasas y el metabolismo de los hidratos de carbono, afectando cómo las células humanas usan los compuestos energéticos.
En comparación con la levotiroxina (T4), la liotironina tiene un inicio de acción más rápido, así como una semivida más corta, que podría ser debido a una menor unión a proteínas plasmáticas como la globulina fijadora de tiroxina y transtiretina.

## Efectos secundarios
La liotironina podría causar una serie de efectos secundarios, en su mayoría similares a los síntomas del hipertiroidismo, que incluyen:
- pérdida de peso
- temblor
- dolor de cabeza
- molestias estomacales
- vómitos
- diarrea
- calambres estomacales
- nerviosismo
- irritabilidad
- insomnio
- sudoración excesiva
- aumento del apetito
- fiebre
- cambios en el ciclo menstrual
- sensibilidad al calor
- arritmias en general taquiarritmias (aceleradas) extrasístoles o Fibrilación Auricular.

## Advertencia de recuadro negro
El prospecto del Cytomel contiene la siguiente advertencia de recuadro negro:

Fármacos con actividad de hormona tiroidea, solo o junto con otros agentes terapéuticos, se han utilizado para el tratamiento de la obesidad. En pacientes eutiroideos, las dosis dentro del rango de las necesidades diarias de hormonas no son eficaces para la reducción de peso. Dosis mayores podrían producir manifestaciones graves o incluso mortales de toxicidad, especialmente cuando se administra en asociación con aminas simpaticomiméticas, tales como las utilizadas por sus efectos anorexígenos.